# Boczniak niebieskawy

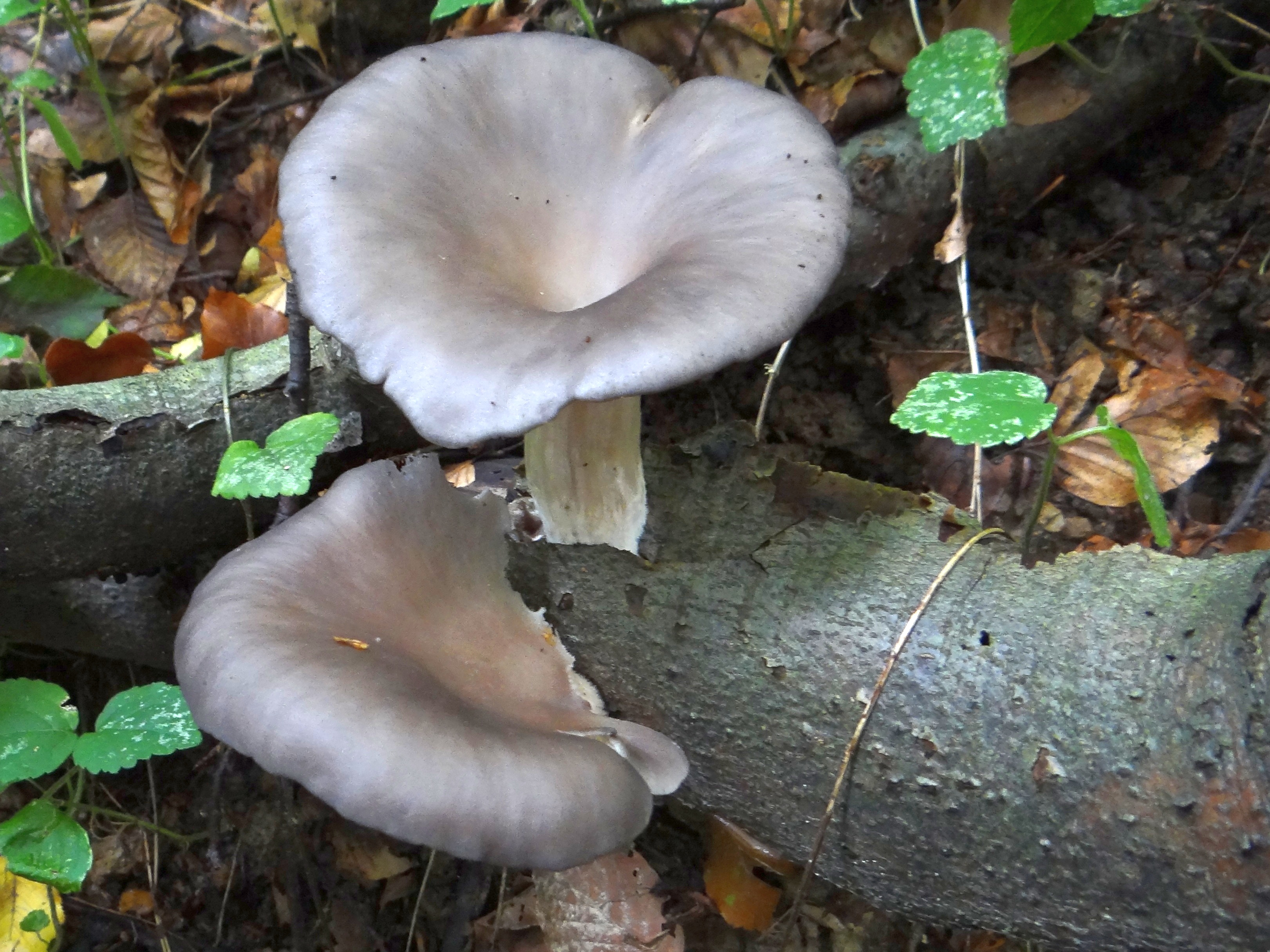

Boczniak niebieskawy (Pleurotus columbinus Quél.) – gatunek grzybów z rodziny boczniakowatych (Pleurotaceae).

## Systematyka i nazewnictwo
Pozycja w klasyfikacji według Index Fungorum: Pleurotus, Pleurotaceae, Agaricales, Agaricomycetidae, Agaricomycetes, Agaricomycotina, Basidiomycota, Fungi.
Po raz pierwszy opisał go w 1881 r. Lucien Quélet i nadana przez niego nazwa jest aktalna. Synonimy:
- Dendrosarcus columbinus (Quél.) Kuntze 1898,
- Pleurotus ostreatus f. columbinus (Quél.) Pilát 1935,
- Pleurotus ostreatus var. columbinus (Quél.) Quél. 1886.

Polska nazwa według internetowego atlasu grzybów.

## Morfologia
Kapelusz
Gdy występuje w kępach zwykle drobny o średnicy do 7 cm, ale pojedyncze okazy mogą osiągnąć średnicę do 40 cm. Mają nieregularny kształt i podwinięty brzeg. Powierzchnia gładka o barwie od niebieskawej do zielonkawoszarej z ochrowym lub czerwonawobrązowym środkiem. Z wiekiem kapelusz staje się szary.
Blaszki
Silnie zbiegające na trzon, białawe, niebieskawoszare, szerokie z międzyblaszkami.
Trzon
Ekscentryczny, czasami boczny. Ma kształt stożkowaty (jest cieńszy u podstawy). Powierzchnia gładka, biaława.
Miąższ
Białawy, jędrny, nieco twardy o łagodnym smaku i grzybowym zapachu.

## Występowanie i siedlisko
Występuje w Ameryce Północnej, Europie i Azji. W Polsce po raz pierwszy jego stanowiska podała Z. Flisińska w 2004 r. (jako Pleurotus ostreatus var. columbinus).
Grzyb pasożytniczy i saprotroficzny występujący na pniach drzew. Podobnie jak inne boczniaki jest grzybem nicieniobójczym, jego grzybnia może odżywiać się nicieniami, które paraliżuje za pomocą mykotoksyn.

## Znaczenie
Jest grzybem jadalnym i łatwym do uprawy grzybem uprawnym. Można go uprawiać na martwym drewnie, słomie, trawie, bawełnie, odpadach kawowych, produktach papierniczych.